# 7-脱氢链甾醇
7-脱氢链甾醇（英語：7-Dehydrodesmosterol，或称为胆甾-5,7,24-三烯-3β-醇，cholesta-5,7,24-trien-3-beta-ol）是一种胆固醇代谢的中间产物。